# 因特拉肯東站
因特拉肯东站（Interlaken Ost）是瑞士伯尔尼州因特拉肯的一个火车站，舊稱因特拉肯 Zollhaus 。该镇还有另外一个车站（因特拉肯西站）。 
本站有三條路線會合，即BLS AG的图恩湖线、 中央鐵路的布吕尼格线和伯恩高地铁路(BOB)。除了上述業者直接營運的列车外，瑞士联邦铁路、德国铁路的客运列车也行經图恩湖线往來本站。 
本站還可轉乘瑞士邮政巴士的地區巴士，以及Verkehrsbetriebe STI前往图恩的区域巴士路線。布里恩茨湖上，BLS營運的船隻經由阿尔河的通航河段抵达停靠在因特拉肯东站码头。

## 历史
1872 年從图恩湖畔的达尔利根開始修建的標準軌距鐵路抵達了因特拉肯，也就是今日的因特拉肯西站。兩年後铁路延伸，經由最初名为 Interlaken Zollhaus 的新车站至布里恩茨湖畔的伯尼根 (Bönigen) 。當時這條鐵路只是用來連接兩個湖的水運，並未與瑞士其他铁路连接。 1893 年，鐵路抵达图恩，後續连接伯尔尼等處，最终成为 BLS 的一部分。  
1890年，米軌軌距的伯恩高地鐵路开通，以Interlaken Zollhaus 为端点站，开往旅游胜地劳特布龙嫩和格林德瓦。本站重要性提升，更名为因特拉肯东站，而原因特拉肯站更名为因特拉肯西站。 
1888年，布里恩茨湖畔的布里恩茨和琉森湖畔的阿爾卑纳赫施塔德之间的米軌軌距布吕尼格铁路，提供了由因特拉肯到琉森的轮船和铁路连接。到 1916 年，布吕尼格铁路从布里恩茨延伸至因特拉肯东站，由此可直達琉森。 
因特拉肯东站与伯尼根站之间的客运服务于 1969 年停止，不过该线路的大部分路段仍然存在，以供 前往BLS機廠使用。 

## 作業

### 車站布局
尽管有三條路線在此交會，但本站卻是所有進入客運列車的終點站。由于图纳湖线为标准轨距，而 伯恩高地鐵路和布吕尼格线为米轨；伯恩高地鐵路采用 1500 V 直流电，另兩條路線使用 15 kV 交流电，故各線的轨距和电气系统完全不相容，無法直通運轉。。 
布吕尼格线和伯恩高地鐵路採用终点式月台，所以在本站以西並没有米轨轨道。虽然目前在本站以東已無标准轨距路線的旅客列车，但本站仍有標準軌距路線通過，向東延伸約一公里進入位於伯尼根的 BLS 機廠。 
八条股線均非双轨距或双系统。车站大楼位於車站南側，由此起算，前三条股線為伯恩高地鐵路使用，接下来两条由布吕尼格线使用，最后三条由图纳湖线使用。

### 班車
2024年12月改點後大致如下：
- 欧城/城际/城际快车(ICE)：班距一小时或更短，開往巴塞尔 SBB站。大多数北行列车的终点站都是巴塞尔；一列歐城列车和一列 ICE 列车继续开往汉堡阿尔托纳，两列 ICE 列车继续开往柏林东站。
- 城際：每两小时一班开往羅曼斯霍恩 。
- 黄金山口快车 (GoldenPass Express) ：每天有 4 趟往返蒙特勒的列车。
- Panorama Express / 區域列車 ：往邁林根每半小時一班，往琉森每小時一班車
- 区際列車：五月至十月期间，每天有两班往返琉森。
- 區域快車 ：每两小时一班开往施皮茨。
- 區域列車 ：每半小时一班前往劳特布伦嫩和格林德瓦；往兩地的列車在因特拉肯东站與茨偉呂奇嫩站之間併結運行。